# VTB United League Supercup
De VTB United League Supercup (Russisch: Суперкубок Единой лиги ВТБ), is een belangrijk toernooi in het basketbal.
Dit is een evenement georganiseerd door FIBA Europe en FIBA Asia. De competitie heeft de VTB bank als sponsor.

## Geschiedenis
Op 12 juni 2021 vond de VTB United League Council online plaats in het perscentrum van het Russische persbureau TASS. Het keurde de oprichting van een jaarlijkse Supercup goed met deelname van de top 4 teams van het vorige reguliere seizoen. De winnaar krijgt de Aleksandr Gomelski Cup - ter nagedachtenis aan de legendarische coach.
Het eerste toernooi in de geschiedenis van de Supercup werd georganiseerd door de VTB United League in samenwerking met ANO Moskovsky Sport en werd gehouden in Moskou.
Het tweede toernooi in 2022 werd gehouden tussen de top vier van het vorige seizoen plus 2 buitenlandse teams. Het derde toernooi in 2023 werd gehouden tussen de top zes van het vorige seizoen plus 2 buitenlandse teams. Het vierde toernooi in 2024 werd gehouden tussen de top vier van het vorige seizoen plus 2 buitenlandse teams.
Het vijfde toernooi in 2025 werd gehouden tussen de top twee van het vorige seizoen plus 2 buitenlandse teams. Voor het eerst werd de Supercup buiten Rusland gehouden. Belgrado kreeg deze eer.

## Winnaars
| Jaar | Plaats   | Winnaar               | Uitslag | Tegenstander               |                       | 3e      | Uitslag                    | 4e |
| ---- | -------- | --------------------- | ------- | -------------------------- | --------------------- | ------- | -------------------------- | -- |
| 2021 | Moskou   | CSKA Moskou           | 81 - 73 | Zenit Sint-Petersburg      | UNICS Kazan           | 84 - 70 | Lokomotiv-Koeban Krasnodar |    |
| 2022 | Moskou   | Zenit Sint-Petersburg | 71 - 70 | CSKA Moskou                | UNICS Kazan           | 83 - 77 | KK Partizan                |    |
| 2023 | Moskou   | Zenit Sint-Petersburg | 85 - 83 | Lokomotiv-Koeban Krasnodar | Fenerbahçe            | 82 - 80 | Nizjni Novgorod            |    |
| 2024 | Moskou   | CSKA Moskou           | 87 - 72 | UNICS Kazan                | Zenit Sint-Petersburg | 83 - 70 | Rode Ster Belgrado         |    |
| 2025 | Belgrado |                       |         |                            |                       |         |                            |    |

## Winnaars aller tijden
| Cups | Club                  | In:        |
| ---- | --------------------- | ---------- |
| 2    | Zenit Sint-Petersburg | 2022, 2023 |
| 2    | CSKA Moskou           | 2021, 2024 |

## Per land
| Cups | x clubs | Land    |
| ---- | ------- | ------- |
| 4    | 2       | Rusland |